# Svara
Les svara (ou swara) sont les notes de la musique indienne. Elles sont au nombre de sept et couvrent une octave.
Leurs noms sont shadjamam, richabham, gandharam, madhyamam, panchamam, dhaivatam et nichadam. Collectivement, ces notes sont connues comme le sargam, le solfège indien. Dans le chant, elles deviennent Sa, Ri (dans la musique carnatique) ou Re (dans la musique hindoustanie), Ga, Ma, Pa, Da (carnatique) ou Dha (hindoustanie), et Ni. (« Sargam » est une abréviation de « Sa-R(i,e)-Ga-M(a) »). À l'écrit, les notes deviennent simplement S, R, G, M, P, D et N. 
Ces notes correspondent approximativement aux notes occidentales suivantes : do, ré, mi, fa, sol, la et si, ou C, D, E, F, G, A & B.